# Ağaçlı, Gürün
Ağaçlı là một xã thuộc huyện Gürün, tỉnh Sivas, Thổ Nhĩ Kỳ. Dân số thời điểm năm 2011 là 115 người.